# Самосажаљење
Самосажаљење је емоција у којој субјект осећа сажаљење према себи, може да буде усмерена према другима са циљем да се привуче пажња, емпатија или помоћ.

## Опис
Иако је примарни фокус самосажаљења на себи и властитим емоцијама, има и јаку међуљудску компоненту. Осим усамљености, субјекти могу осећати завист, кривицу, бес и непријатељство према другима.
Међутим, уобичајено је да неки људи који пате од самосажаљења одбијају, обично нису способни за саморефлексију и за лошу ситуацију криве само спољне факторе.
Самосажаљење се разликује од саосећање према себи, који се састоји од проширења саосећања према самом себи у случају неуспеха или опште патње.

## Ефекти
Истраживање засновано на запажању о самосажаљењу показује да оно може бити последица драматичног догађаја и да аспекти нечије личности могу имати ефекат самосажаљења, што се комбинује са антагонистичким ставовима према другима. Чак и ако се дијагностикује на основу догађаја, није ограничено само на то јер свако може постати жртва самосажаљења.
Личности које углавном реагују на доживљавање самосажаљења су ћудљиве и најчешће доживљавају осећај анксиозности, беса, усамљености. Људи који не могу да се саморегулишу ће имати самосажаљење током свог живота. Постоје докази да ефекат самосажаљења може зависити од пола, при чему су жене рањивије.

## Лечење
Када неко прође кроз ефекте самосажаљења, они се могу умањити ако се током процеса размишља о срећним мислима, што би им могло умањити додатну штету. Уз дата истраживања, оно се може користити за прописивање и разликовање особа са анксиозношћу и депресијом.